# Quattuordeciljard
Quattuordeciljard är talet 1087 i tiopotensnotation, och kan skrivas med en etta följt av 87 nollor, alltså
1 000 000 000 000 000 000 000 000 000 000 000 000 000 000 000 000 000 000 000 000 000 000 000 000 000 000 000 000 000.
Ordet quattuordeciljard kommer från det latinska prefixet quattuordeca- (fjorton) och med ändelse från miljard.
En quattuordeciljard är lika med en miljon tredeciljarder eller en miljondel av en quindeciljard.
En quattuordeciljarddel är 10−87 i tiopotensnotation.